# إدنبره الغربية (دائرة انتخابية في المملكة المتحدة)
ادنبره الغربية  (بالإنجليزية: Edinburgh West)‏ هي إحدى الدوائر الانتخابية في المملكة المتحدة الممثلة في مجلس العموم في برلمان المملكة المتحدة.
عضو البرلمان الذي يمثلها حالياً هو :John Barrett (LD).